# Новобачаты
Новобача́ты (телеут. Таш-Кӧмӱр) — село в Беловском районе Кемеровской области. Является административным центром Новобачатского сельского поселения.

## География
Центральная часть населённого пункта расположена на высоте 250 метров над уровнем моря.

## Население
По данным Всероссийской переписи населения 2010 года, в селе Новобачаты проживает 1342 человека (656 мужчин, 686 женщин).
Глава сельского поселения — Осмаловский Николай Владимирович

## Предприятия
Колхоз «им. Ильича»